# Anders Donner (skeppsredare)
Anders Donner, född 23 december 1796 i Gamlakarleby, död där 14 november 1857, var en finländsk skeppsredare och kommerseråd. 
Anders (Andreas) Donner var son till kommerserådet tillika borgmästaren i Gamla Karleby, Joachim Donner och hans maka Hedwig Helena Kurtén.
Anders Donner fick utbildning i bland annat latin, franska och tyska. Han inledde sin karriär hos fadern med att utreda haveriet efter faderns fartyg Boreas som gått på grund vid Dagö. Han knöt därvid nära förbindelser i Reval (Tallinn) bland annat med en greve De la Gardie. Efter faderns död 1822 utvecklade han rederiet med ett flertal fartyg och chartrade därvid ut skeppet Finland till spanska regeringen för frakt av bomber och kanoner från Cadiz till Rio de Janeiro. Handels- och rederirörelsen kom att betydligt utvidgas. Han gjorde mycket för hemstaden Gamlakarleby; han var bland annat initiativtagare till inrättandet av Finlands första småskola (invigd 1839) och byggandet av ett rådhus i sten (1840). Han blev tilldelad titeln kommerseråd samma år. Han kom även att bygga stadens första allmänna sjukhus.
Under Krimkriget organiserade han en styrka om 100 frivilliga som han beväpnade med studsare och lodbössor. Från militären lyckades han komma över 2 kanoner. Den 7 juni 1854 närmade sig engelsmännen staden och Anders Donner fick sammanträffa med den parlamentär som utskickats eftersom ingen annan talade engelska. Då engelsmännen avsåg att bränna upp alla marina förråd lät Anders Donner avfyra sina kanoner varefter en strid utbröt (Halkokaristriden). Staden led inga förluster men sex engelsmän dödades och 22 tillfångatogs. Striden var den enda under Krimkriget där engelska fångar togs kring Östersjön. Efter segern lät Anders Donner uppföra två strandbatterier ifall engelsmännen skulle komma åter föra att utkräva hämnd. Han förärades därvid med en briljantring med Nikolai I:s monogram.
Donner var 1855 ledamot av finska lantdagen och deputerad vid Alexander II:s kröning där kejsaren omfamnade och kysste honom på kinden samt gav honom en briljantbesmyckad snusdosa med kejsarens insignium. Han be lev utnämnd att verka i en kommitté för landets handel 1857 men avled kort efteråt.
Donner var gift med Olava Mathilda Dahlström, dotter till assessorn vid Jämtlands Regemente Olof Dahlström (1761–1808), och Hedwig Ulrika Lind, vars far var (i vart fall officiellt) kusin med Jenny Lind. Paret fick åtta barn, där fem nådde vuxen ålder, en av dessa var Otto Donner.
Ander Donner tilldelades utmärkelserna Riddare av Sankt Annas orden 3 kl. 1854 liksom riddare av Stanislausorden av 2 kl. samma år.